# Cytherura muelleri
Cytherura muelleri is een mosselkreeftjessoort uit de familie van de Cytheruridae. De wetenschappelijke naam van de soort is voor het eerst geldig gepubliceerd in 1963 door Puri.